# Ismael Piñera Zapatero
Ismael Piñera, més conegut com a Isma (Gijón, 27 de maig de 1977) és un exfutbolista asturià, que jugava com a defensa.

## Trajectòria
Format al planter del Colegio Inmaculada i de l'Sporting de Gijón, dona el salt al primer equip jugant tres partits de la temporada 97/98, en la qual els sportinguistes baixaren a Segona. En la categoria d'argent, Isma va tenir més protagonisme a El Molinón, tot jugant prop d'un centenar de partits en quatre anys. Però, una greu lesió va tallar la seua progressió, tot estant en blanc dues temporades. La temporada 04/05, retorna als terrenys de joc en set partits.
Al final d'eixa campanya, deixa l'Sporting i recala al Racing de Ferrol. Isma roman dues temporades amb el quadre gallec, una a Segona i a l'altra a Segona B, abans de retirar-se el 2007.